# Галковський Кут
Галковський Кут (Кут) — історична місцевість в Саксаганському районі Кривого Рогу.

## Історія
Початково являв собою півострів, утворений закрутом Саксагані. Раніше був залісений. Назва походить від прізвища місцевих поміщиків Галковських.

## Сучасність
Природний ландшафт втрачено. Зазнала значних антропогенних змін Саксагань: створено Саксаганське водосховище, переведено природний водотік річки під землю. 
Забудова представлена приватним сектором.